# Metge de Roche
El metge de Roche (Ophidion rochei) és una espècie de peix pertanyent a la família dels ofídids i a l'ordre dels ofidiformes.

## Ictionímia
Lloris et al. li atorguen el nom de metge de roca com si el nom específic fos un descriptor de l'hàbitat on viu quan, de fet, és una dedicatòria a Delaroche (algunes vegades escrit De La Roche).

## Descripció
És molt semblant a la pixota blanca (Ophidion barbatum) i se'n distingeix perquè l'espina rostral és curta i rabassuda, l'arc branquial anterior té 4 branquiespines allargades i perquè la bufeta natatòria és més grossa, diferent en els dos sexes, i d'estructura més complicada (la dels mascles presenta un estrenyiment i l'osset no és de forma arrenyonada sinó quadrangular, i la de les femelles no té estrenyiment ni osset). El dors és de color brunenc i el ventre blanquinós. Aletes dorsal i anal força llargues i unides a la caudal. Aletes ventrals reduïdes a filaments bífids. El cos, allargat i cobert de petites escates cicloïdals, fa fins a 29,3 cm de llargària en ambdós sexes.

## Reproducció
Els ous són pelàgics, ovalats i suren formant una massa gelatinosa.

## Alimentació
Es nodreix de petits invertebrats i el seu nivell tròfic és de 3,45.

## Hàbitat i distribució geogràfica
És un peix marí, demersal (fins als 150 m de fondària) i de clima subtropical (47°N-35°N, 6°W-42°E), el qual viu a la mar Negra (Bulgària, Ucraïna i Geòrgia), les àrees occidentals i septentrionals de la mar Mediterrània (l'Estat espanyol -com ara, les illes Balears-, França -incloent-hi Còrsega-, Itàlia -incloent-hi Sardenya i Sicília-, Malta, la mar Adriàtica, Albània, la mar Egea, la mar de Màrmara, Grècia -com ara, Creta-, Turquia i Algèria) i l'Atlàntic oriental (el corrent de Canàries).

## Observacions
És inofensiu per als humans, el seu índex de vulnerabilitat és baix (16 de 100) i no té cap interès comercial.